# Reiterstandbild König Friedrich Wilhelms III. (Merseburg)

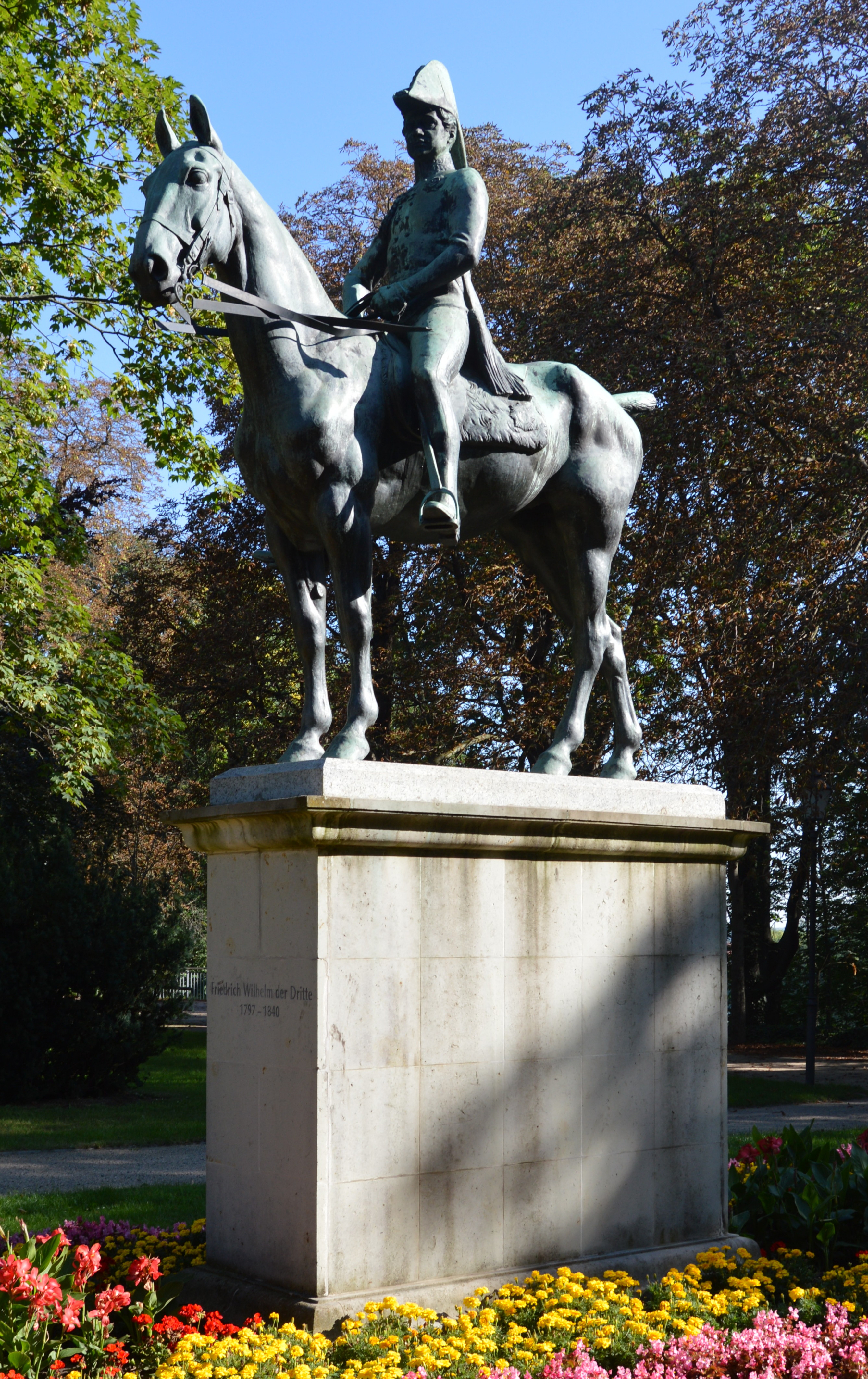
Reiterstandbild König Friedrich Wilhelms III.

Das Reiterstandbild König Friedrich Wilhelms III. ist ein Denkmal für den preußischen König Friedrich Wilhelm III. in der Stadt Merseburg in Sachsen-Anhalt.

## Lage
Es steht im denkmalgeschützten Schlossgarten, nördlich von Schloss Merseburg, westlich des Laufs der Saale.

## Architektur und Geschichte

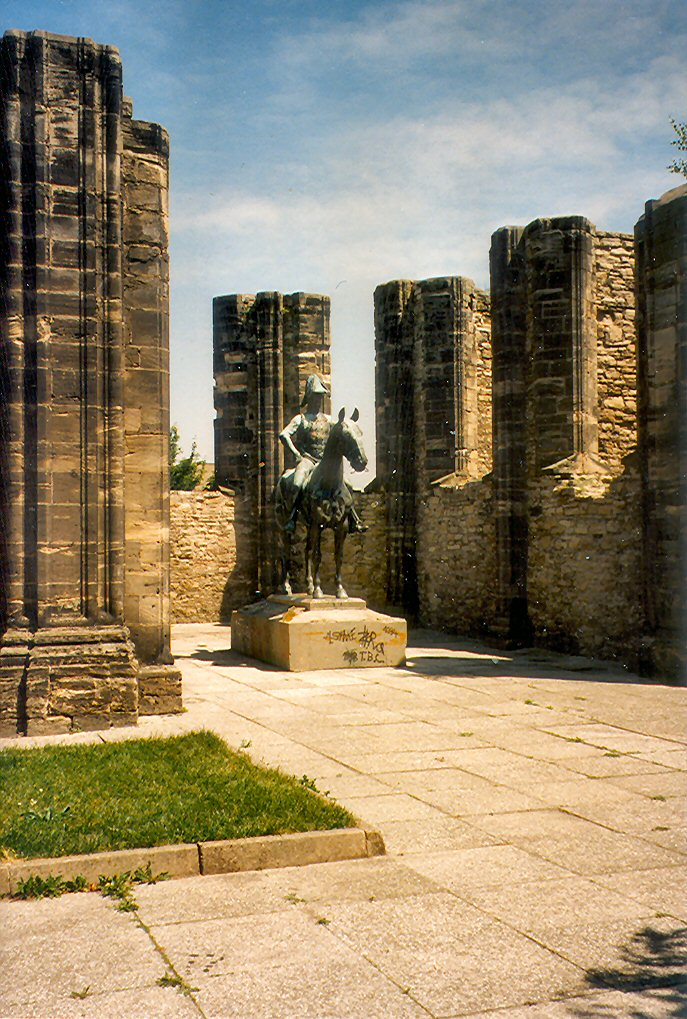
Reiterstandbild in St. Sixti, 1995

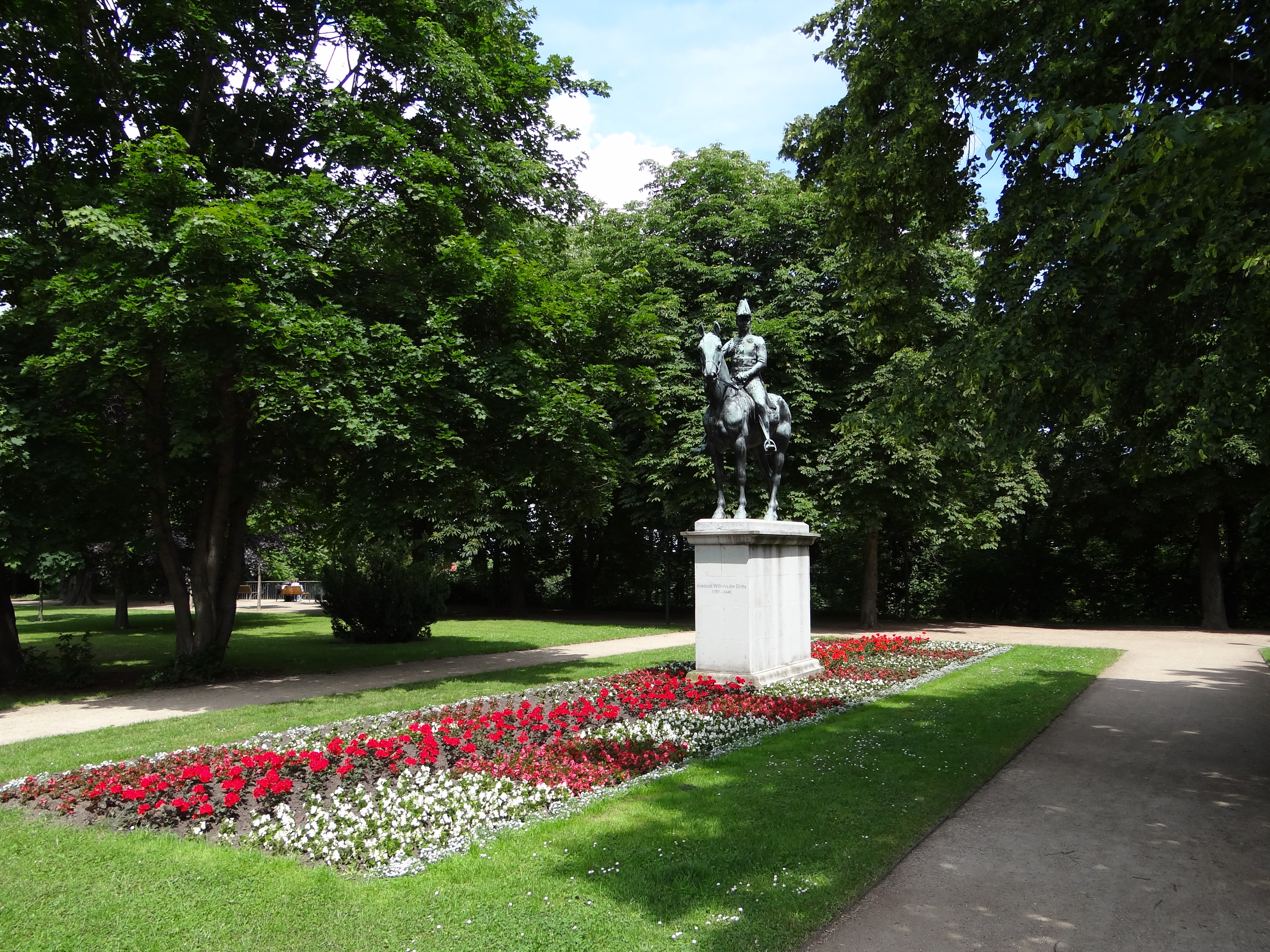
Denkmal in Parkanlage, 2012

Das Denkmal zeigt den König überlebensgroß sitzend auf einem Pferd. Die Bronzeskulptur steht auf einem schmalen hohen Sockel, auf dessen Vorderseite sich die auf den König verweisende Inschrift: Friedrich Wilhelm der Dritte 1797 - 1840 befindet. Die Statue wurde in den Jahren 1910/11, nach anderen Angaben 1913 bzw. erst 1918 von Louis Tuaillon geschaffen. Sie soll erst 1935 tatsächlich im Schlossgarten aufgestellt worden sein, wobei auf eine feierliche Enthüllung verzichtet wurde. Nach einer Restaurierung erfolgte im Jahr 1998 die Wiederaufstellung des Denkmals.